# Paro (distriktshuvudort)
Paro är en distriktshuvudort i Bhutan.   Den ligger i distriktet Paro, i den västra delen av landet, 23 km väster om huvudstaden Thimphu. Paro ligger 2 266 meter över havet och antalet invånare är 2 169.
Här finns Paros flygplats som är Bhutans enda internationella flygplats.
Längs stadens huvudgata finns ett komplex av traditionell arkitektur med rikt dekorerade byggnader. I dessa finns små butiker, institutioner och restauranger. Omkring 10 kilometer nordväst från Paro ligger klostret Taktshang.
Terrängen runt Paro är huvudsakligen bergig, men den allra närmaste omgivningen är kuperad. Paro ligger nere i en dal. Trakten är glest befolkad. Paro är det största samhället i trakten.